# 印尼食蟹鯰
印尼食蟹鯰為輻鰭魚綱鯰形目海鯰科的其中一種，分布於新幾內亞Mamberamo、Sepik及Ramu中下游流域，體長可達60公分，棲息在溪流及湖泊，底棲性魚類，屬肉食性，以蠕蟲、貝類、甲殼類、昆蟲等為食，可做為食用魚。